# Mahafalytenus fo
Mahafalytenus fo är en spindelart som beskrevs av Silva 2007. Mahafalytenus fo ingår i släktet Mahafalytenus och familjen Ctenidae.
Artens utbredningsområde är Madagaskar. Inga underarter finns listade i Catalogue of Life.